# Великомежиріцька сільська територіальна громада
Великомежиріцька сільська громада — територіальна громада в Україні, в Рівненському районі Рівненської области. Адміністративний центр — с. Великі Межирічі.
Площа громади — 192,4 км², населення — 7997 осіб (2020).

## Населені пункти
У складі громади 16 сіл:
- Березівка
- Бокшин
- Бранів
- Великі Межирічі
- Городище
- Дивень
- Жорнівка
- Застав'я
- Іванівка
- Колодіївка
- Мала Совпа
- Невірків
- Самостріли
- Світанок
- Стовпин
- Щекичин